# Неолиберальные реформы в Мексике
Неолиберальные реформы в Мексике — комплекс мер в духе неолиберализма, принятых правительством Мексики в 1980-х — начале 1990-х годов для преодоления энергетического кризиса.

## Реформы Мигеля де ла Мадрида
Глобальный кризис 1970-х гг плохо сказался на мексиканской экономике. В попытках справиться с кризисом правительство расширяло государственный сектор за счет национализации убыточных частных предприятий. Число государственных предприятий удвоилось в период с 1970 по 1980 год. Создавая таким образом рабочие места, правительство старалось предотвратить беспорядки среди рабочих. Однако эти предприятия теряли деньги, вынуждая государство брать кредиты для их финансирования. Мексиканские нефтяные месторождения делали страну привлекательной для кредитования. Иностранный долг Мексики увеличился с 6,8 млрд долл. в 1972 году до 58 млрд долл. в 1982 году.
Но политика высоких процентных ставок, проводимая Полом Волкером; рецессия в США и как следствие падение спроса на мексиканские товары; падение цен на нефть привели к банкротству Мексики. Это сопровождалось утечкой капитала, которая происходила в ожидании девальвации песо. В качестве чрезвычайных мер президент Лопес Портильо принимает решение о национализации банковской системы. Однако пришедший ему на смену Мигель де ла Мадрид поддержал бизнес элиту и банкиров.
МВФ, Всемирный банк и Казначейство США предложили де ла Мадриду программу по выходу из кризиса. Она включала не только экономию бюджета, но и широкий круг неолиберальных реформ, таких как приватизация; реорганизация финансовой системы таким образом чтобы она соответствовала иностранным интересам; открытие внутренних рынков для иностранного капитала; снижение таможенных барьеров и создание более гибкого рынка рабочей силы. В 1984 году Всемирный банк впервые за свою историю выдал кредит в обмен на неолиберальные реформы. Впоследствии де ла Мадрид открыл Мексику для мирового рынка благодаря присоединению первой к ГАТТ.
С 1983 по 1988 год доход на душу населения падал на 5 процентов в год. Величина зарплат рабочих сократилась на 40—50 процентов. Инфляция, которая составляла 3—4 % в 1960-е выросла до 13—19 % после 1976 года, в отдельные годы достигая 100 %. В 1986 году инфляция составила 146,3 %. Одновременно государство отказалось от расходов на общественные блага. Снизились расходы на продовольственные субсидии, обучение и здоровье. В Мехико на 12 % выросли цены на общественный транспорт и на 25 % на питьевую воду, 18 % на здравоохранение и 26 % на вывоз мусора. Разгул преступности превратил столицу в один из опаснейших городов Латинской Америки.
Де ла Мадрид видел единственный выход из долгов в продаже государственных предприятий. Приватизация потребовала полного пересмотра рабочих договоров. Давление пролетариата на правительство усилилось. Теперь бастовали сотни тысяч человек в год (в 1970-х эти цифры были скромнее — менее 10 тыс. в год). Выступления рабочих достигли своего пика в конце 1980-х и были жестко подавлены правительством.
Борьба с организованным рабочим движением усилилась при президенте Карлосе Салинасе, занявшем пост в 1988 году. Несколько профсоюзных лидеров были посажены в тюрьму по обвинениям в коррупции — их место заняли более сговорчивые люди, послушные правящей партии. Забастовки несколько раз подавлялись войсками.
В 1984—1985 годах начался экономический подъём, который продолжался до последовавшего вскоре нового падения цен на нефть.

## Реформы Карлоса Салинаса — «салинастройка»
Реформы Карлоса Салинаса в литературе часто называются «салинастройка» по аналогии с реформами Михаила Горбачёва.
Салинас ускорил темпы приватизации — в 1990—1992 гг. были приватизированы активы на сумму 22 млрд долл
. Основными посылами реформистской программы Салинаса были открытие Мексики для дальнейших инвестиций и создание конкуренции. При нём Мексика заключила с США договор НАФТА, вводивший свободное передвижение товаров, капитала и рабочей силы. НАФТА представляло собой уникальный проект — впервые проводилась интеграция развивающейся страны с высокоразвитыми государствами. Правительство Салинаса надеялось на увеличение сбыта мексиканских товаров на рынок США, рост предприятий с высоким качеством продукции, увеличение занятости, отток избыточной рабочей силы в США.
Между тем, занятость в государственном секторе уменьшилась вдвое за период с 1988 по 1994 год. К 2000 году число государственных предприятий уменьшилось до 200 против 1100 в 1982 году. На границе с США выросло число макиладорас, ставших фундаментальными для мексиканской экономики. Импорт вырос с 11—12 млрд долл. в 1986—1987 годах до 40 млрд в 1992 году. Этот процесс сопровождался возникновением негативного внешнеторгового баланса. За счет краткосрочных кредитов Мексике удавалось перекрывать торговый и платежный дефицит. Но уменьшение потока инвестиций привело к кризису 1994 года.
Приватизация проводилась таким образом, чтобы соответствовать интересам иностранного капитала. Так, поспешно национализированные при Портильо банки были реприватизированы. В соответствии с НАФТА Салинас должен был открыть и сельскохозяйственный сектор. Был принят закон, подрывавший один из важных столпов, на котором долгое время держалась идеология ИРП— общинное землевладение (эхидо). Закон 1991 года позволил приватизировать земли эхидо. Снижение таможенных барьеров привело к другой проблеме. Дешевая сельскохозяйственная продукция из США опустила цены на зерно и другие товары до такого уровня, где с ней могли конкурировать только очень эффективные мексиканские хозяйства. Многим крестьянам пришлось покинуть свои наделы и перебраться в город, где они только пополняли массу безработных. Недовольство аграрными реформами росло и в 1994 году вылилось в восстание сапатистов.